# Bruine hokko
De bruine hokko (Crax rubra) is een vogel uit de familie van de sjakohoenders en hokko's. Het is een kwetsbare soort hoendervogel uit onder andere Midden-Amerika.

## Kenmerken
Het mannetje is 87 tot 92 cm lang en weegt  3,6 tot 4,8 kg, het vrouwtje is 78 tot 84 cm lang en weegt 3,1 tot 4,27 kg. De bruine hokko is  met deze afmetingen de grootste soort van de sjakohoenders en hokko's. Het mannetje is in zijn geheel donker van kleur en heeft een lichtgele tot donkergele knobbel op de snavel. Op de kop heeft het mannetje een kuif met zwarte gekrulde veren. Het vrouwtje is bruin van kleur, de staart is zwart met smalle witte strepen over de breedte van de veren. Vanaf de hals gaat het bruin over in zwart. De kop heeft witte stippels. De kuif van het vrouwtje is heeft witte vlekken. Er zijn nog twee andere kleurvarianten van het vrouwtje. De poten zijn grijs van kleur, de snavel hoornkleurig geel tot grijs.

## Gedrag
Het gedrag van de bruine hokko is redelijk vergelijkbaar met dat van een kalkoen. De hokko leeft voornamelijk op de grond al scharrelend naar voedsel zoals zaden en vruchten die op de grond gevallen zijn, aangevuld met insecten. Als de schemering nadert zoekt de bruine hokko een stekje in de bomen om de nacht door te brengen. De bruine hokko is een monogame vogel; ze blijven hun hele leven bij elkaar. Bij gevaar waarschuwt het mannetje en slaan de vogels op de vlucht. Zoals bijna alle hoendersoorten geven ze de voorkeur aan wegrennen in plaats van wegvliegen. Op deze vogel wordt overmatig gejaagd om zijn smakelijke vlees.

## Voortplanting
De eieren van de bruine hokko behoren tot de grootste van de vogels uit de regenwouden. Het ei van een bruine hokko kan de grootte van een handpalm van een volwassen man bedragen. Het vrij grote nest wordt gebouwd in de bomen en wordt gemaakt van dunne takken en bladeren. In totaal legt het vrouwtje maar twee eieren per leg. Het vrouwtje broedt de eieren uit. Het mannetje houdt de omgeving in de gaten. Er wordt maar maximaal één keer per jaar gebroed. Helaas redden veel kuikens het niet waardoor het moeilijk is voor de populatie om te herstellen van bijvoorbeeld overbejaging.

## Verspreiding en leefgebied
De bruine hokko is alleen te vinden in ongerepte regenwouden van zuidelijk Mexico tot aan noordwest Ecuador. Ze komen voor van de kustlijn tot aan een hoogte van ongeveer 700 meter in Ecuador, maar in Panama en Guatemala soms tot wel 1900 m boven zeeniveau.
De soort telt twee ondersoorten:
- C. r. rubra: van oostelijk Mexico tot westelijk Ecuador.
- C. r. griscomi: Cozumel (Mexico).

## Status
De bruine hokko heeft een bedreigd en versnipperd type leefgebied en daardoor is de kans op uitsterven aanwezig. De grootte van de populatie werd in 2012 door BirdLife International geschat op 10.000 tot 60.000 individuen en de populatie-aantallen nemen af. De vogel wordt sterk bejaagd en het leefgebied wordt aangetast door ontbossing waarbij natuurlijk bos wordt omgezet in gebied voor agrarisch gebruik. Om deze redenen staat deze soort als kwetsbaar op de Rode Lijst van de IUCN.

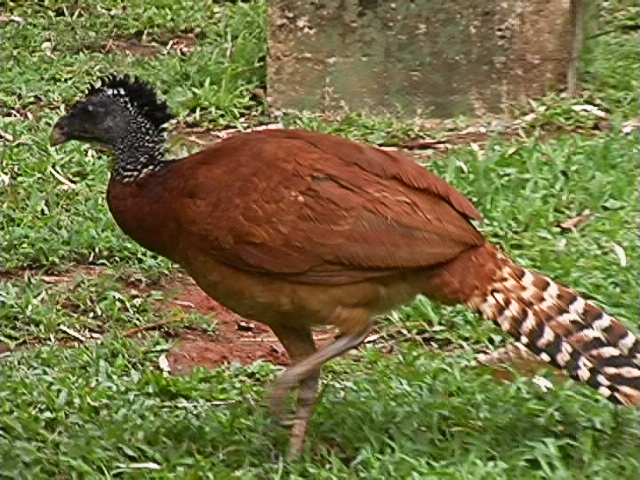
vrouwtje
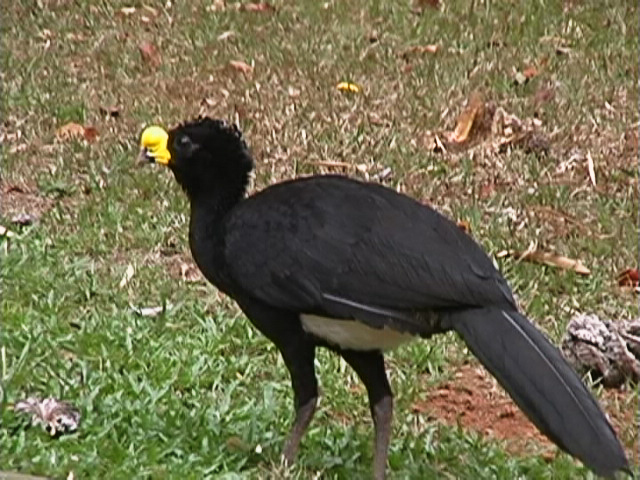
mannetje
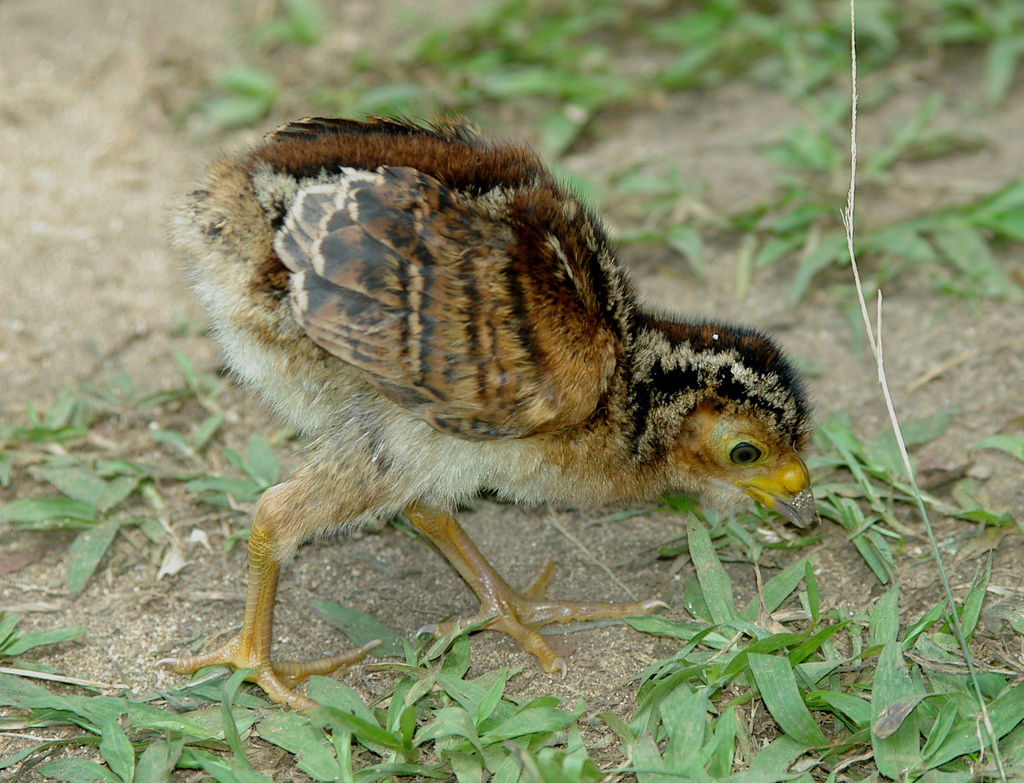
kuiken
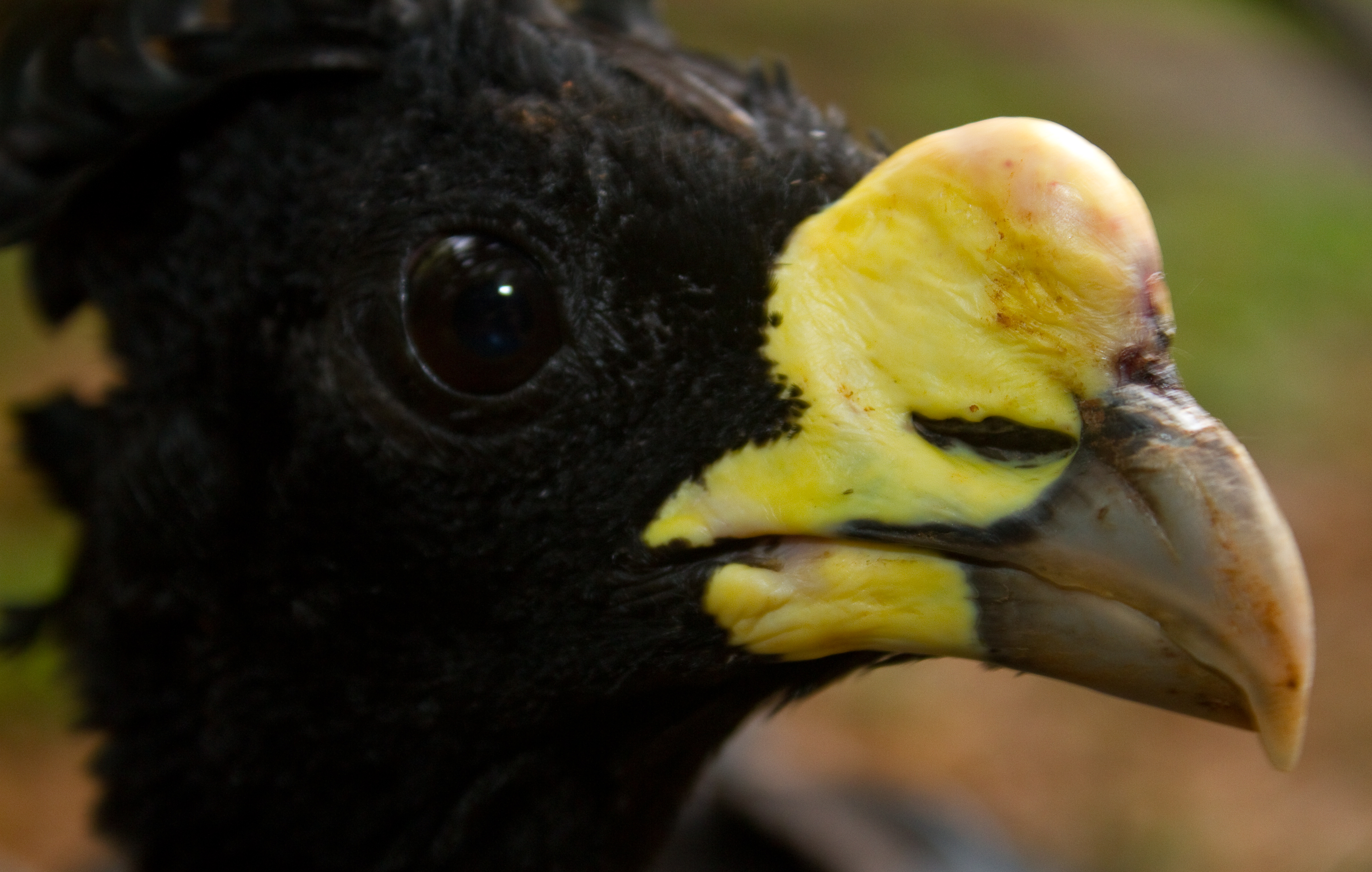
mannetje